# Consejo Federal Español del Movimiento Europeo
El Consejo Federal Español del Movimiento Europeo (CFEME), constituido en febrero de 1949, es uno de los 34 Consejos nacionales que conforman el Movimiento Europeo Internacional (MEI), siendo desde su fundación la única sección española del MEI, constituida con sus 14 Consejos Autonómicas. El principal objetivo del CFEME ha sido y sigue siendo “contribuir en la creación de una Europa unida y federal, fundada en los principios de la paz, la democracia, la libertad, la solidaridad y el respeto de los derechos humanos básicos”.
Con ello, el CFEME, promueve el desarrollo de una identidad europea y unos valores comunes en la sociedad española, así como potenciar el papel de instituciones, fuerzas políticas y organizaciones socioeconómicas, para que España sea un factor dinamizador del proceso de construcción europea. El mismo, se caracteriza por cinco características. Integra las principales familias políticas españolas; Incorpora a los principales interlocutores sociales desde los empresarios (CEOE) a los sindicatos (CCOO y UGT); Cuenta con una representación territorial en casi todas las comunidades autónomas de España; Une al menos a tres generaciones distintas, de menos de 20 años a más de 90; Busca un equilibrio de Género.

## Historia
El Consejo Federal Español del Movimiento Europeo, es una de las 39 secciones que conforman el Movimiento Europeo Internacional. Constituido en febrero de 1949 en el número 11 de la “Avenue Marceau” de París, sede en aquel momento del Gobierno Vasco en el exilio cuyas principales autoridades, encabezadas poor el primer lehendakari José Antonio Aguirre tuvieron un papel protagonista en la fundación de la Democracia Cristiana Europea. El Consejo Federal Español del Movimiento Europeo integró, junto a partidos políticos en el exilio y de ámbito nacional, otras entidades específicas como el Consejo Vasco y el Consejo Catalán del Movimiento Europeo. Su primer presidente fue Salvador de Madariaga, presidente en aquel momento de la Unión Liberal Internacional, y uno de los protagonistas del Congreso de La Haya de 1948.
El CFEME desarrolló en esa época y desde el exilio  tuvo un papel destacado en la articulación de la oposición contra la dictadura franquista, en la promoción de los ideales europeistas, reimplantar la democracia en España y procurar su desarrollo económico y social.
Estableció los contactos con las entidades europeístas y organizaciones políticas existentes en el interior que posibilitaran la reunión de Múnich entre la oposición interior y exterior, en junio de 1962, y que desataron una espiral de represión contra los participantes en el llamado "Contubernio" con grandes repercusiones tanto en el plano internacional como en el plano interno, marcando el camino a seguir en la recuperación de las libertades democráticas.
Legalizadas sus actividades en España desde 1978, el CFEME encamina su actuación de una parte a propiciar el desarrollo de una identidad europea y unos valores comunes en la sociedad española, y, de otra, posibilitar que entre las instituciones, las fuerzas políticas y las organizaciones socioeconómicas, España sea un factor dinamizador en el proceso de construcción europea.
Desde la instauración de la democracia, el CFEME ha contado con el apoyo de las Administraciones públicas y particularmente del Ministerio de Asuntos Exteriores, de las comunidades autónomas para los Consejos correspondientes y con el patrocinio de entidades privadas. Asimismo, muchas de sus actividades se realizan en colaboración con la Representación en España de la Comisión Europea y la Oficina en España del Parlamento Europeo.

## Presidentes del CFEME
| Elegido en | Presidente                  | Partido       |
| 1949       | Salvador de Madariaga       | liberal       |
| 1965       | Rodolfo Llopis              | PSOE          |
| 1976       | Miquel Coll i Alentorn      | Democristiano |
| 1977       | Manuel de Irujo Ollo        | Democristiano |
| 1978       | Fernando Álvarez de Miranda | Democristiano |
| 1986       | Carlos María Bru Purón      | PSOE          |
| 1997       | José María Gil-Robles       | PP            |
| 2002       | Isabel Tocino Biscarolasaga | PP            |
| 2002       | Eugenio Nasarre Goicoechea  | PP            |
| 2004       | Carlos María Bru Purón      | PSOE          |
| 2012       | Eugenio Nasarre Goicoechea  | PP            |
| 2018       | Francisco Aldecoa Luzarraga | PSOE          |

## Comisión Ejecutiva del CFEME[5]

#### Presidentes de honor
- D. José María Gil Robles y Gil Delgado
- D. Enrique Barón Crespo
- D. Carlos María Bru Purón

#### Presidente
- D. Francisco Aldecoa Luzarraga

#### Vicepresidentes
- D. Eugenio Nasarre Goicoechea - PP
- D. José María González Zorrilla - Consejo Vasco del Movimiento Europeo
- D. Xavier Ferrer Junqué - Consejo Catalán del Movimiento Europeo
- D. Lucas Andrés Pérez Martín - Profesor de Derecho internacional privado de la Universidad de las Palmas de Gran Canaria
- D. José Ignacio Salafranca Sánchez-Neyra - PP
- Dña. Iratxe García Pérez - PSOE

#### Secretario General
- D. Luis Norberto González Alonso - Catedrático de Derecho Internacional Público y Relaciones Internacionales en la Universidad de Salamanca

#### Vicesecretaria General
- Dña. Victoria Rodríguez Prieto - Profesora de Relaciones Internacionales en la Universidad Nebrija

#### Tesorero
- D. Isidro Barqueros Sánchez - Independiente

#### Vocales
- D. Miguel Ángel Aguilar Tremoya - Asociación de Periodistas Europeos

- D. Ricardo Cortés Lastra - PSOE
- D. Juan Cuesta Rico - Europa en Suma
- D. Joaquín Díaz Pardo - Asociación de Antiguos Funcionarios de la Unión Europea
- D. Javier Doz Orrit - CC.OO
- D. Borja Echegaray Aguirrezaba- CEOE
- D. Román Escolano Olivares - PP
- Dña. Mercedes Guinea Llorente - Profesora de Relaciones Internacionales en la UCM
- Dña. Mónica Guzmán Zapater - Catedrática de Derecho Internacional Privado de la UNED
- D. Miguel Martínez Cuadrado — Asociación Agustín de Argüelles
- D. Fernando Maura Barandiarán - Ciudadanos
- D. Miguel Morán Díez - Independiente
- D. Manuel Núñez Encabo - Asociación de ex Diputados y Exsenadores de las Cortes Generales
- Dña. Valerie Parra Balayé - UGT
- D. Paula Pérez Cava - Independiente
- D. Rafael Ripoll Navarro - Independiente
- D. Domènec Miguel Ruiz Devesa - PSOE

## Consejos Autonómicos del CFEME
- Consejo Andaluz del Movimiento Europeo
- Consejo Aragonés del Movimiento Europeo
- Consejo Asturiano del Movimiento Europeo
- Consejo Canario del Movimiento europeo
- Consejo Cántabro del Movimiento Europeo
- Consejo Catalán del Movimiento Europeo
- Consejo de Castilla-La Mancha del Movimiento Europeo
- Consejo de Castilla y León del Movimiento Europeo
- Consejo Extremeño del Movimiento Europeo
- Consejo Murciano del Movimiento Europeo
- Consejo Murciano del Movimiento Europeo
- Consejo Navarro del Movimiento Europeo
- Consejo Valenciano del Movimiento Europeo

- Eurobasque: Consejo Vasco del Movimiento Europeo

## Organizaciones miembro del CFEME

#### Partidos Políticos
- Izquierda Republicana
- Izquierda Unida
- Partido Carlista
- Partido Popular
- Partido Socialista Obrero Español
- Volt España

#### Organizaciones socioeconómicas y territoriales
- Comisiones Obreras (CCOO)
- Confederación Española de Organizaciones Empresariales (CEOE)
- Consejo Superior de Cámaras de Comercio, Industria y Navegación
- Federación Española de Municipios y Provincias (FEMP)
- Unión General de Trabajadores (UGT)

#### Entidades Europeístas
- Unión de europeos federalistas (UEF España)
- Unión de Mujeres por Europa
- Asociación Agustín de Argüelles
- Fundación Inquietudes
- Alianza de Jóvenes Robert Schumann
- Organización de la Carta Mediterránea
- Asociación para el Diálogo y la Renovación
- Liga Europea de Enseñanza Laica
- Asociación de Progresistas Federales
- Asociación de Hispanismo Filosófico
- Asociación Europea de Enseñantes
- Asociación para la integración Europea
- Asociación de Periodistas Europeos
- Comisión Español de Historia de las Relaciones Internacionales
- Jóvenes Europeistas Federalistas (JEF España)
- Liga Europea de Cooperación Económica
- Asociación Diálogo Europeo
- Espacio Siglo XXI
- Instituto Euroamericano de Cultura, Ciencia y Comunicación “Antonio Machado”
- Federación Escuelas Familiares Agrarias de España
- Círculo Europeo de Diálogo
- Asociación Amigos de China
- Europaensuma
- Europeistas
- Paneuropa
- Student Network España
- Ideas y Debate
- Foro Europeo de la Región de Murcia